# 10億ドルの頭脳
『10億ドルの頭脳』（じゅうおくドルのずのう、原題: Billion Dollar Brain）は、1966年にイギリスの小説家レン・デイトンにより執筆されたスパイ小説および、1967年に製作された上記の小説を原作とするイギリス・アメリカ合衆国合作のスパイ映画。

## あらすじ
ハリー・パーマーはMI5を脱し、ロンドンの北部に探偵事務所を構えて暮らしていた。かつての上司ロス大佐は彼にスパイ業復帰を依頼するが、パーマーはかたくなに拒否していた。そんなある日、パーマーの元に差出人不明の封書が届く。中には鍵と100ポンドが入っており、彼は電話で「荷物を運んで欲しい。鍵を使って空港のロッカーを開けろ」と依頼を受けた。指示通りにロッカーから荷物を取り出し、ヘルシンキへ向かうパーマー。彼はアーニャという女性に連れられて依頼主だというカーナ博士と会うが、彼に不信感を抱いたパーマーは電話帳でカーナ博士の住所を調べ出して彼の家に向かった。すると博士は殺されていた。さらにパーマーはロス大佐に拉致されてしまい、弱みを握られたパーマーは渋々MI5へ復帰。悪の組織"10億ドルの頭脳"と対決することになった。

## キャスト
※括弧内は日本語吹替
- ハリー・パーマー（英語版）：マイケル・ケイン（谷口節）
- レオ・ニュービゲン：カール・マルデン（大宮悌二）
- ミドウィンター将軍：エド・ベグリー
- ストーク大佐：オスカー・ホモルカ
- アーニャ：フランソワーズ・ドルレアック（榊原良子）
- ロス大佐：ガイ・ドールマン（峰恵研）
- アイホート博士：ヴラデク・シェイバル
- ジム：ジョン・ブランドン
- バジル：ミロ・スパーバー
- 列車の乗客：スーザン・ジョージ
- 科学者、電話の声：ドナルド・サザーランド
  - その他吹替：上田敏也、北村弘一、藤本譲、藤城裕士